# Europameisterschaften im Gewichtheben 2021
Die Europameisterschaften im Gewichtheben 2021 wurden vom 3. bis 11. April 2021 in der russischen Hauptstadt Moskau ausgetragen. Es waren die 99. Europameisterschaften der Männer und die 33. Europameisterschaften der Frauen.

## Männer
| Klasse   |           | Gold                  | Gold      | Silber              | Silber | Bronze                | Bronze |
| – 55 kg  | Reißen    | Daniel Lungu          | 113 kg    | Muammer Şahin       | 112 kg | Angel Russew          | 111 kg |
| – 55 kg  | Stoßen    | Angel Russew          | 147 kg    | Valentin Iancu      | 140 kg | Dmytro Woronowskyj    | 137 kg |
| – 55 kg  | Zweikampf | Angel Russew          | 258 kg    | Valentin Iancu      | 248 kg | Dmytro Woronowskyj    | 247 kg |
| – 61 kg  | Reißen    | Stiljan Grosdew       | 136 kg    | Schota Mischwelidse | 135 kg | Henads Lapzeu         | 132 kg |
| – 61 kg  | Stoßen    | Jon Luke Mau          | 162 kg    | Stiljan Grosdew     | 160 kg | Davide Ruiu           | 158 kg |
| – 61 kg  | Zweikampf | Stiljan Grosdew       | 296 kg    | Schota Mischwelidse | 290 kg | Ferdi Hardal          | 287 kg |
| – 67 kg  | Reißen    | Mirko Zanni           | 148 kg    | Sulfat Garajew      | 147 kg | Muhammed Furkan Özbek | 145 kg |
| – 67 kg  | Stoßen    | Muhammed Furkan Özbek | 178 kg    | Walentin Gentschew  | 177 kg | Goga Tschcheidse      | 170 kg |
| – 67 kg  | Zweikampf | Muhammed Furkan Özbek | 323 kg    | Mirko Zanni         | 318 kg | Walentin Gentschew    | 315 kg |
| – 73 kg  | Reißen    | Daniyar İsmayilov     | 160 kg    | Marin Robu          | 156 kg | Boschidar Andreew     | 152 kg |
| – 73 kg  | Stoßen    | Max Lang              | 185 kg    | Briken Calja        | 184 kg | David Sánchez         | 183 kg |
| – 73 kg  | Zweikampf | Daniyar İsmayilov     | 341 kg    | Marin Robu          | 339 kg | Briken Calja          | 336 kg |
| – 81 kg  | Reißen    | Antonio Pizzolato     | 164 kg    | Karlos Nassar       | 163 kg | Nico Müller           | 158 kg |
| – 81 kg  | Stoßen    | Karlos Nassar         | 206 kg    | Antonio Pizzolato   | 206 kg | Rafik Harutjunjan     | 196 kg |
| – 81 kg  | Zweikampf | Antonio Pizzolato     | 370 kg    | Karlos Nassar       | 369 kg | Ritvars Suharevs      | 347 kg |
| – 89 kg  | Reißen    | Karen Avagjan         | 175 kg    | Rewas Dawitadse     | 171 kg | Andranik Karapetjan   | 170 kg |
| – 89 kg  | Stoßen    | Rewas Dawitadse       | 203 kg    | Karen Avagjan       | 200 kg | Roman Tschepik        | 198    |
| – 89 kg  | Zweikampf | Karen Avagjan         | 375 kg    | Rewas Dawitadse     | 374 kg | Andranik Karapetjan   | 365 kg |
| – 96 kg  | Reißen    | Anton Plesnoi         | 180 kg    | Petr Asajonak       | 172 kg | Artur Babajan         | 167 kg |
| – 96 kg  | Stoßen    | Anton Plesnoi         | 213 kg    | Hakob Mkrttschjan   | 212 kg | Bartłomiej Adamus     | 206 kg |
| – 96 kg  | Zweikampf | Anton Plesnoi         | 393 kg    | Petr Asajonak       | 374 kg | Hakob Mkrttschjan     | 372 kg |
| – 102 kg | Reißen    | Dadasch Dadashbajli   | 177 kg    | Samwel Gasparjan    | 176 kg | Siarhei Scharankou    | 172 kg |
| – 102 kg | Stoßen    | Samwel Gasparjan      | 214 kg    | David Fischerow     | 210 kg | Arsen Martirosjan     | 209 kg |
| – 102 kg | Zweikampf | Samwel Gasparjan      | 390 kg    | Arsen Martirosjan   | 380 kg | Dadasch Dadaschbajli  | 379 kg |
| – 109 kg | Reißen    | Simon Martirosjan     | 190 kg    | Christo Christow    | 186 kg | Timur Nanijew         | 184 kg |
| – 109 kg | Stoßen    | Dmytro Tschumak       | 226 kg    | Arsen Kasabijew     | 220 kg | Marcos Ruiz           | 220 kg |
| – 109 kg | Zweikampf | Dmytro Tschumak       | 407 kg    | Christo Christow    | 406 kg | Timur Nanijew         | 401 kg |
| + 109 kg | Reißen    | Lascha Talachadse     | 222 kg WR | Gor Minasjan        | 216 kg | Warasdat Lalajan      | 205 kg |
| + 109 kg | Stoßen    | Lascha Talachadse     | 263 kg    | Gor Minasjan        | 248 kg | Warasdat Lalajan      | 240 kg |
| + 109 kg | Zweikampf | Lascha Talachadse     | 485 kg WR | Gor Minasjan        | 464 kg | Warasdat Lalajan      | 445 kg |

## Frauen
| Klasse  |           | Gold                  | Gold   | Silber                | Silber | Bronze               | Bronze |
| – 45 kg | Reißen    | Nadezhda Nguen        | 72 kg  | Melisa Güneş          | 68 kg  | Anhelina Lomachynska | 67 kg  |
| – 45 kg | Stoßen    | Iwana Petrowa         | 85 kg  | Cosmina Pana          | 84 kg  | Melisa Güneş         | 83 kg  |
| – 45 kg | Zweikampf | Nadezhda Nguen        | 155 kg | Iwana Petrowa         | 152 kg | Melisa Güneş         | 151 kg |
| – 49 kg | Reißen    | Monica Csengeri       | 86 kg  | Kristina Sobol        | 85 kg  | Giulia Imperio       | 81 kg  |
| – 49 kg | Stoßen    | Monica Csengeri       | 103 kg | Mihaela Cambei        | 100 kg | Şaziye Erdoğan       | 97 kg  |
| – 49 kg | Zweikampf | Monica Csengeri       | 189 kg | Kristina Sobol        | 181 kg | Mihaela Cambei       | 180 kg |
| – 55 kg | Reißen    | Kamila Konotop        | 95 kg  | Isabella Jajljan      | 90 kg  | Evagjelia Veli       | 89 kg  |
| – 55 kg | Stoßen    | Kamila Konotop        | 113 kg | Swetlana Jerschowa    | 112 kg | Sümeyye Kentli       | 110 kg |
| – 55 kg | Zweikampf | Kamila Konotop        | 208 kg | Swetlana Jerschowa    | 200 kg | Nina Sterckx         | 197 kg |
| – 59 kg | Reißen    | Olga Tjo              | 95 kg  | Dora Tchakounté       | 95 kg  | Bojanka Kostowa      | 95 kg  |
| – 59 kg | Stoßen    | Bojanka Kostowa       | 116 kg | Olga Tjo              | 115 kg | Dora Tchakounté      | 115 kg |
| – 59 kg | Zweikampf | Bojanka Kostowa       | 211 kg | Olga Tjo              | 210 kg | Dora Tchakounté      | 210 kg |
| – 64 kg | Reißen    | Loredana Toma         | 114 kg | Sarah Davies          | 101 kg | Anastassija Ansorowa | 100 kg |
| – 64 kg | Stoßen    | Loredana Toma         | 130 kg | Sarah Davies          | 129 kg | Anastassija Ansorowa | 122 kg |
| – 64 kg | Zweikampf | Loredana Toma         | 244 kg | Sarah Davies          | 230 kg | Anastassija Ansorowa | 222 kg |
| – 71 kg | Reißen    | Raluca Olaru          | 98 kg  | Emily Muskett         | 98 kg  | Alessia Durante      | 97 kg  |
| – 71 kg | Stoßen    | Emily Muskett         | 129 kg | Alessia Durante       | 122 kg | Berfin Altun         | 121 kg |
| – 71 kg | Zweikampf | Emily Muskett         | 227 kg | Alessia Durante       | 219 kg | Raluca Olaru         | 218 kg |
| – 76 kg | Reißen    | Iryna Decha           | 113 kg | Jana Sotijewa         | 112 kg | Anastassija Romanowa | 111 kg |
| – 76 kg | Stoßen    | Iryna Decha           | 135 kg | Jana Sotijewa         | 134 kg | Darja Nawumawa       | 132 kg |
| – 76 kg | Zweikampf | Iryna Decha           | 248 kg | Jana Sotijewa         | 246 kg | Anastassija Romanowa | 243 kg |
| – 81 kg | Reißen    | Alina Marushchak      | 109 kg | Nina Schroth          | 100 kg | Rabia Kaya           | 100 kg |
| – 81 kg | Stoßen    | Gaëlle Nayo-Ketchanke | 131 kg | Liana Gjurdschjan     | 129 kg | Alina Marushchak     | 127 kg |
| – 81 kg | Zweikampf | Alina Marushchak      | 236 kg | Gaëlle Nayo-Ketchanke | 231 kg | Liana Gjurdschjan    | 227 kg |
| – 87 kg | Reißen    | Anastasiia Hotfrid    | 111 kg | Darja Achmerowa       | 108 kg | Elena Cilcic         | 107 kg |
| – 87 kg | Stoßen    | Elena Cilcic          | 138 kg | Darja Achmerowa       | 138 kg | Solfrid Koanda       | 135 kg |
| – 87 kg | Zweikampf | Darja Achmerowa       | 246 kg | Elena Cilcic          | 245 kg | Darja Rjasanowa      | 240 kg |
| + 87 kg | Reißen    | Emily Campbell        | 122 kg | Anastassija Lyssenko  | 116 kg | Melike Günal         | 108 kg |
| + 87 kg | Stoßen    | Emily Campbell        | 154 kg | Anastassija Lyssenko  | 136 kg | Melike Günal         | 135 kg |
| + 87 kg | Zweikampf | Emily Campbell        | 276 kg | Anastassija Lyssenko  | 252 kg | Melike Günal         | 243 kg |

## Medaillenspiegel
| Medaillenspiegel Endstand nach 60 Wettbewerben | Medaillenspiegel Endstand nach 60 Wettbewerben | Medaillenspiegel Endstand nach 60 Wettbewerben | Medaillenspiegel Endstand nach 60 Wettbewerben | Medaillenspiegel Endstand nach 60 Wettbewerben | Medaillenspiegel Endstand nach 60 Wettbewerben |
| Platz                                          | Nation                                         | Gold                                           | Silber                                         | Bronze                                         | Gesamt                                         |
| ---------------------------------------------- | ---------------------------------------------- | ---------------------------------------------- | ---------------------------------------------- | ---------------------------------------------- | ---------------------------------------------- |
| 01                                             | Ukraine                                        | 10                                             | 3                                              | 4                                              | 17                                             |
| 02                                             | Bulgarien                                      | 8                                              | 8                                              | 3                                              | 19                                             |
| 03                                             | Georgien                                       | 8                                              | 4                                              | 1                                              | 13                                             |
| 04                                             | Rumänien                                       | 7                                              | 4                                              | 2                                              | 13                                             |
| 05                                             | Armenien                                       | 5                                              | 9                                              | 6                                              | 23                                             |
| 06                                             | Großbritannien                                 | 5                                              | 4                                              | 0                                              | 9                                              |
| 07                                             | Türkei                                         | 4                                              | 2                                              | 11                                             | 17                                             |
| 08                                             | Italien                                        | 3                                              | 4                                              | 3                                              | 10                                             |
| 09                                             | Aserbaidschan                                  | 3                                              | 0                                              | 2                                              | 5                                              |
| 010                                            | Russland                                       | 2                                              | 12                                             | 10                                             | 24                                             |
| 011                                            | Moldau                                         | 2                                              | 3                                              | 1                                              | 6                                              |
| 012                                            | Deutschland                                    | 2                                              | 1                                              | 1                                              | 4                                              |
| 013                                            | Frankreich                                     | 1                                              | 2                                              | 2                                              | 5                                              |
| 014                                            | Belarus                                        | 0                                              | 2                                              | 3                                              | 5                                              |
| 015                                            | Albanien                                       | 0                                              | 1                                              | 2                                              | 3                                              |
| 016                                            | Polen                                          | 0                                              | 1                                              | 1                                              | 2                                              |
| 017                                            | Spanien                                        | 0                                              | 0                                              | 2                                              | 2                                              |
| 018                                            | Belgien                                        | 0                                              | 0                                              | 1                                              | 1                                              |
| 018                                            | Lettland                                       | 0                                              | 0                                              | 1                                              | 1                                              |
| 018                                            | Norwegen                                       | 0                                              | 0                                              | 1                                              | 1                                              |
| Gesamt                                         | Gesamt                                         | 60                                             | 60                                             | 60                                             | 180                                            |